# 隱形牙齒矯正
隱形牙齒矯正是一種使用隱形矯正器進行齒列矯正，以使牙齒可以排列至正確位置的矯正方式。隱形矯正器在醫學上的正式名稱為數位隱形矯正裝置，通常是用來改善牙齒排列不齊、咬合不良、深咬、錯咬等問題的改善方式。隱形牙齒矯正是目前較新的矯正方式，與其他的牙齒矯正器相比，更擁有了美觀、方便、舒適、容易清潔等優點，但同時隱形牙齒矯正所需費用與其他牙齒矯正器相比更高，因此常讓矯正患者在選擇療程方式時陷入兩難。

## 歷史
1996年，有一位還在就讀史丹佛大學的學生齊亞·奇西(Zia Chishti)，在大約20歲時進行了牙齒矯正治療，而在當使可供選擇的牙套僅有傳統型的不鏽鋼合金矯正器，此種矯正器使他在矯正期間感受到諸多不適與不便，從而讓他發現傳統矯正器的弊端。在齊亞·奇西結束牙齒矯正療程後，他從透明保持器產品獲得了啟發，從而設計出世界上第一款隱形牙套——隱適美(Invisalign)。

## 原理
藉由隱形牙套施加外力將牙齒推向特定方向，並將壓力加至牙周韌帶，而牙周供血的改變將引發所謂的生物性反應，並且，一側的骨頭會因造骨細胞產生，另一側的骨頭則被蝕骨細胞吸收，從而使骨頭重塑。簡單來說便是透過隱形牙套的受力使牙齒周圍的組織有所反應而移動到預期位置。

## 治療過程
配戴隱形牙套需於指定時間換新，而不同的牙套品牌更換時間皆有所不同，大多數的隱形牙套約在7-14天左右即需更換成下一階段的牙套，才不會影響矯正時長與成效。並且需要於醫師指定的時間內回診，才能更有效的掌握牙齒狀況。

## 治療結束後
隱形矯正療程結束後，患者將需配矯正戴維持器，而矯正醫師會基於患者的需要提供不同的維持器。如若矯正患者沒有按照醫師建議配戴維持器的話，牙齒可能會回復至原來的位置。

## 治療副作用
隱形牙齒矯正恐有牙根吸收的風險，但其實只要是牙齒矯正，不論是使用何種方式皆會有牙根吸收的風險